# Iglesia de Santa María de Castro
La iglesia de Santa María de Castro (en inglés: St Mary de Castro) es una antigua iglesia inglesa de fundación medieval de Leicester, clasificada de Grado I, que fue erigida dentro de la antigua Mota del castillo de Leicester. Hoy en día sirve como iglesia parroquial de la Iglesia de Inglaterra en la diócesis de Leicester. «St Mary de Castro» es el latín de Santa María del Castillo, nombre elegido para diferenciarse de la cercana «St Mary de Pratis», Santa María de los Prados.
El edificio fue cerrado al público en 2011 después de que la espira se hallara insegura, pero en abril de 2015 fue abierta de nuevo. La espira fue desmontada, y los fondos de que se dispone actualmente son insuficientes para reemplazarla y reparar la torre debajo.
Se cree que fue la primera iglesia en el Reino Unido en verse en línea con Google Streetview, habiendo sido fotografiada en agosto de 2012.

## Historia de la arquitectura
Su fundación se remonta a 1107, después de que Enrique I de Inglaterra concediese las tierras y el castillo a Robert de Beaumont, aunque Henry Knighton supone que existía ya un colegio anglosajón de St Mary y que Robert solo lo habría reformado. Robert lo estableció dentro del castillo —de tipo mota castral—  como una universidad servida por un deán y doce canónigos (es decir, una iglesia colegial) en honor de la Virgen María y Todas las Almas (todas las almas) y como una capilla cantoria para su alma, las almas de su familia y de los primeros tres reyes normandos.. Dotó esta y otras cuatro iglesias con 6 libras de sus ingresos y tierras en o cerca de la ciudad.  Sin embargo, en 1143 todas estas dotaciones fueron transferidas por su hijo Robert le Bossu, II conde de Leicester, a su propia nueva fundación agustiniana de la abadía de Leicester. La iglesia colegiata conservaba, o le había devuelto un deán, seis clérigoss y un capellán, junto con la concesión de Robert de Beaumont de 20 chelines para lámparas. También conservó las ofrendas de la parroquia y la mayoría de los diezmos. El carácter de colegiata de la iglesia duró hasta que el colegio fue disuelto en 1548 bajo la Chantry act de Eduardo VI.

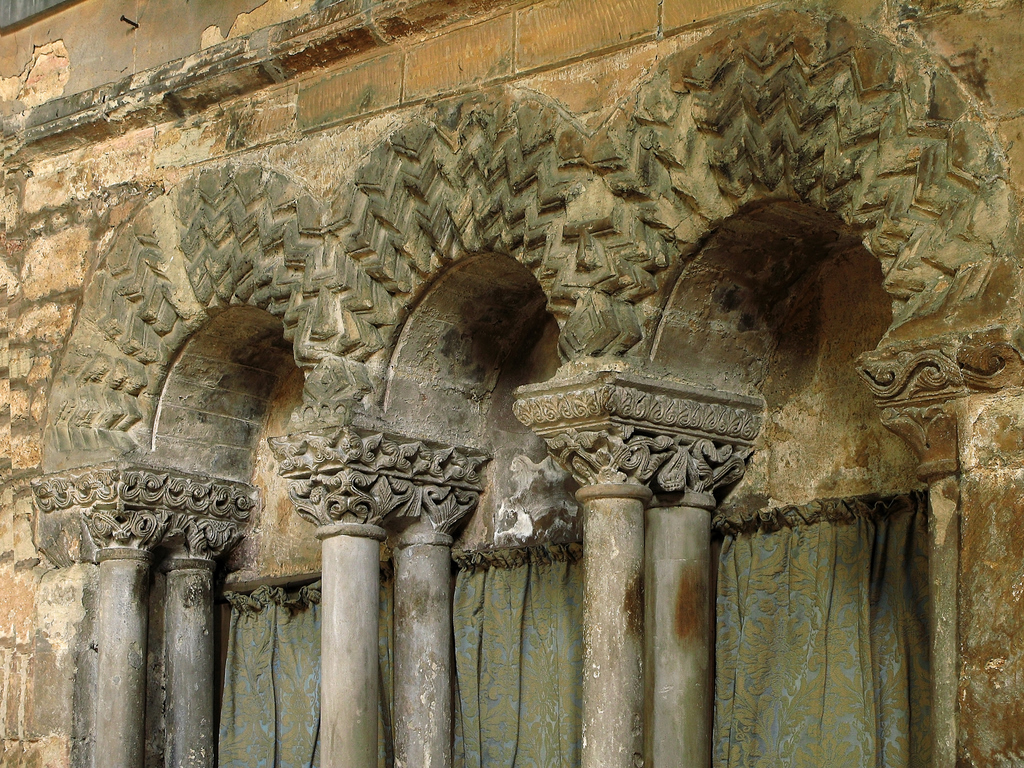
Sedilia de St Mary de Castro

A principios del siglo XII la iglesia no tenía naves laterales, y varias partes de esos muros sobreviven. Se sometió a una importante ampliación en el 1160, con una nave lateral norte, puertas del norte y del oeste, y una extensión para el presbiterio. Las dos puertas ofrecen una sorprendente decoración exterior normanda en zigzag, pero es la sedilia y piscina en la extensión del presbieterio que Pevsner describe como «la mejor pieza de decoración normanda en el condado».  Las alteraciones del siglo XIII culminaron en una gran reelaboración de los transeptos y de la nave lateral sur, para crear una nave lateral más ancha que la propia nave central, proporcionando mucho más espacio para los feligreses locales. También la enorme ventana este de nave lateral meridional, con una ingeniosa tracería, fue creada hacia 1300.  La torre fue construida en el interior de la nave lateral sur, al parecer como una idea de último momento, creciendo hasta un friso cuadrilóbulo, cuatro pináculos decorados, y la espira ascendente desde las almenas. La espira fue completamente reconstruida en 1783, pero mantuvo su follaje (crockets, elementos decorativos) y tres tercios de lucarnas. El interior fue trabajado por sir George Gilbert Scott a lo largo de la década de 1860, en el marco de las restauraciones victorianas

## Espira
La iglesia fue cerrada cuándo la espira fue encontrada insegura. En la torre octogonal del siglo XIV, reconstruida en 1783, habían aparecido grietas de hasta 6 metros de longitud  en 4 de sus caras en septiembre de 2013. Después de las inspecciones de los ingenieros estructurales, se consideró que estaba en riesgo de colapso.
La grave condición de  la espira implicó que fuera demolida, a un costo estimado de 200 000 libras. Más de 358 000 libras ha sido aumentado desde 2011, sin embargo, actualmente los fondos son insuficientes para reconstruirla y reparar la torre.

## Eventos famosos
Se rumoreó que aquí, alrededor de 1366, Geoffrey Chaucer se casó con Philippa (de) Roet  (una dama de honor de Philippa de Hainault, reina consorte de Eduardo III,  y una hermana de Catalina de Roet-Swynford, quien más tarde, hacia 1396, se convirtió en la tercera esposa del amigo y patrón de Chaucer, Juan de Gante).
El todavía infante Enrique VI fue nombrado caballero en la iglesia en Whitsuntide en 1426 por su tío, Juan de Lancaster, duque de Bedford, el regente de Francia. Enrique, a continuación,  procedió el mismo a investir otros 44 caballeros en la misma ocasión, el primero de los cuales fue Richard Plantagenet, III duque de York.

## Órgano
La iglesia tiene un órgano de tubos que fue instalado originalmente en 1860 por Forster and Andrews. Ha sido objeto de modificaciones y restauraciones en 1880 por Joshua Porritt, y en 1960 por R.J. Winn. Una especificación del órgano se puede encontrar en el registro nacional de órganos de tubo.

### Organistas
- Henry Bramley Ellis organista 1878–1910
- Benjamin Burrows